# Hipòbot
Hipòbot (en llatí Hippobotus, en grec antic Ἱππόβοτος) fou un escriptor grec mencionat sovint per Diògenes Laerci.
Va escriure una obra sobre les diferents escoles filosòfiques titulada Περὶ Αἱρέσεων probablement la mateixa que Diògenes Laerci anomena Φιλοσόφων Ἀναγραφή que a més de la descripció dels sistemes filosòfics incloïa notícies biogràfiques. Vossius en va conservar alguns fragments.